# ムークのせかいりょこう
『ムークのせかいりょこう』（原題:"MOUK"）は、フランスのMillimagesが製作したテレビアニメ作品である。

## 作品の概要

### あらすじ
子グマのムークは、仲良しのシャシャと一緒に、世界各地を自転車で旅行している。
旅先で彼らは、人々と出会い、ハプニングに遭遇するなど、様々な体験をしていく。

### その他
本作は、各々のエピソードの構成上、主人公2人の旅先での気候・風土・人々の生活などが手に取るように分かるような描写がなされている。
例として、街中での看板などの文字が非常に詳しく書かれていて、第3話では「βιβλιοθηκη」や「αιματοκυλισμα」、第5話では「スクーター修理」、第8話では「CASA DEL POLLO」などの看板が見られる。

## 登場人物
担当声優は、日 / 米の順。
ムーク（Mouk）
声 - 内山夕実 / Rachel Williams
主人公の子グマ。7歳。体色は茶色（ポポ＆ミタも同様。なお、耳はこの2人より小さい）。オレンジ色の半袖Tシャツと緑色の半ズボンを着用している。パリ在住だが、今は自転車による世界旅行を展開中。
シャシャ（Chacha）
声 - 福井美樹 / Tania Farchy
ムークと一緒に世界旅行を展開中の灰色ネコ。ちなみに米国版では「Chacha」ではなく「Chavapa」（シャヴァパ）という名前である。赤色の半袖Tシャツと青色の半ズボンを着用していて、服装だけ見ると女の子と間違えられそうだが男の子である。第51話のエピソードで誕生日を迎える。
ポポ（Popo）
声 - 中上育実 / Lisa Jacobs
パソコン通信でムーク＆シャシャと連絡を取り合っている小犬の男の子。ミタと双子だが、兄妹か姉弟かは不明。第5話のエピソードで彼とミタは誕生日を迎える。
服装はシャシャと逆で青色半袖Tシャツと赤色半ズボンを着用。頭の上部中央にのみ、アフロ風の髪の毛がある。
第36話で初めて、自分たちの部屋から出てムークとシャシャが到着するのを待つ描写がある。
ミタ（Mita）
声 - 松久保いほ / Lisa Jacobs
ポポと一緒に、ムーク＆シャシャとパソコン通信で連絡を取り合っている小犬の女の子。
髪の毛の質はポポと同じくアフロ風だが、量はずっと多く、両耳周辺を含む頭の上部ほぼ全域にわたっている。

## サブタイトル一覧
本編
2012年中は11分程度のエピソードが1日1つずつ放送され、2013年1月～3月の期間は30分枠で2話ずつ放送されていたが4月からは元に戻った。なお、ストーリー冒頭で表示されるサブタイトルは全部大文字になっているが、ここでは便宜上語頭のみ大文字で表示。
「ゲスト」はムークとシャシャが各エピソードで出会うキャラ（ここでは原則的に1～2名のみ列挙）、「国/地域」はその際の国または地域。
毎回のタイトルコールは、ミタ役の松久保いほが担当している。
ショートバージョン
放送時間は1分程度、登場人物はムークとシャシャの2人だけ。全30話。

## スタッフ
- 製作：en:Millimages
- 原作：マルク・ブータヴァン（Marc Boutavant）[10]
- シリーズ構成：イザボー・メルル＆ルイーズ・ヴィクトリア（Isabeau Merle & Louise Victoria）
- エグゼクティブ・プロデューサー：ロッシュ・ルネ＆ジョナタン・ペール（Roch Lener & Jonathan Peel）
- 音楽：マティアス・デュプレッシー（Mathias Duplessy）
- 監督：フランソワ・ナルブー（François Narboux）[10]
- 日本語版主題歌：清水理沙